# L'ultima violenza
L'ultima violenza è un film del 1957 diretto da Raffaello Matarazzo.

## Trama

Una scena con Aldo Silvani

In un tranquillo paesino di provincia vive l'ingegnere Carani assieme ai suoi figli Anna, Giorgio e la giovanissima Lisa. Giorgio però conduce una vita dissipata ed è sempre alla ricerca di soldi tanto da provocare dei malesseri al padre. Quando Giorgio scopre che Lisa non è figlia di suo padre rivela ad Anna che vuole provocare uno scandalo per appropriarsi della quota di eredità della giovane ma Anna, pur di evitare lo scandalo e un ulteriore dispiacere al padre, rivela a Giorgio di essere lei stessa la madre di Lisa, sedotta da uno sconosciuto durante un bombardamento. Giorgio però inizia a ricattare la sorella, vuole il suo consenso per interdire il padre e prendere così possesso dell'intero patrimonio e si rivolge ad un illustre psichiatra, il dottor Silvestri, perché ne testimoni l'infermità mentale; ma Andrea, il dottore del paese e fidanzato di Lisa, si oppone decisamente a questa diagnosi. e per questo motivo Giorgio cerca di impedire le nozze con Lisa rivelando ad Anna che il seduttore misterioso è il padre di Andrea, a questo punto è Anna che impedisce le nozze. L'ingegner Carani a questo punto decide di passare la gestione del patrimonio proprio al figlio Giorgio il quale soddisfatto gli confessa di aver mentito: il seduttore non è il padre di Andrea. A questo punto il padre gli spara e solo adesso Giorgio si ravvede, confessando tutti i suoi inganni ad Andrea, che può finalmente sposare la giovane Lisa.

## Produzione
Il film è ascrivibile al filone dei melodrammi sentimentali strappalacrime (in seguito ribattezzato neorealismo d'appendice dalla critica), genere di cui Matarazzo e la Sanson erano stati il regista e l'attrice più rappresentativi, con cui tanto successo avevano riscosso all'inizio del decennio.
Fu realizzato negli studi della Titanus.

## Accoglienza
Il film registrò scarsi riscontri di pubblico, a conferma che il filone melò si andava ormai quasi esaurendo.